# Route nationale 121 (Italie)
Pour les articles homonymes, voir Route nationale 121 (homonymie).
La route nationale 121 (SS 121, Strada statale 121 ou Strada statale "Catanese") est une route nationale d'Italie, située en Sicile, elle relie Catane à Villabate sur une longueur de 252,9 km.

## Parcours

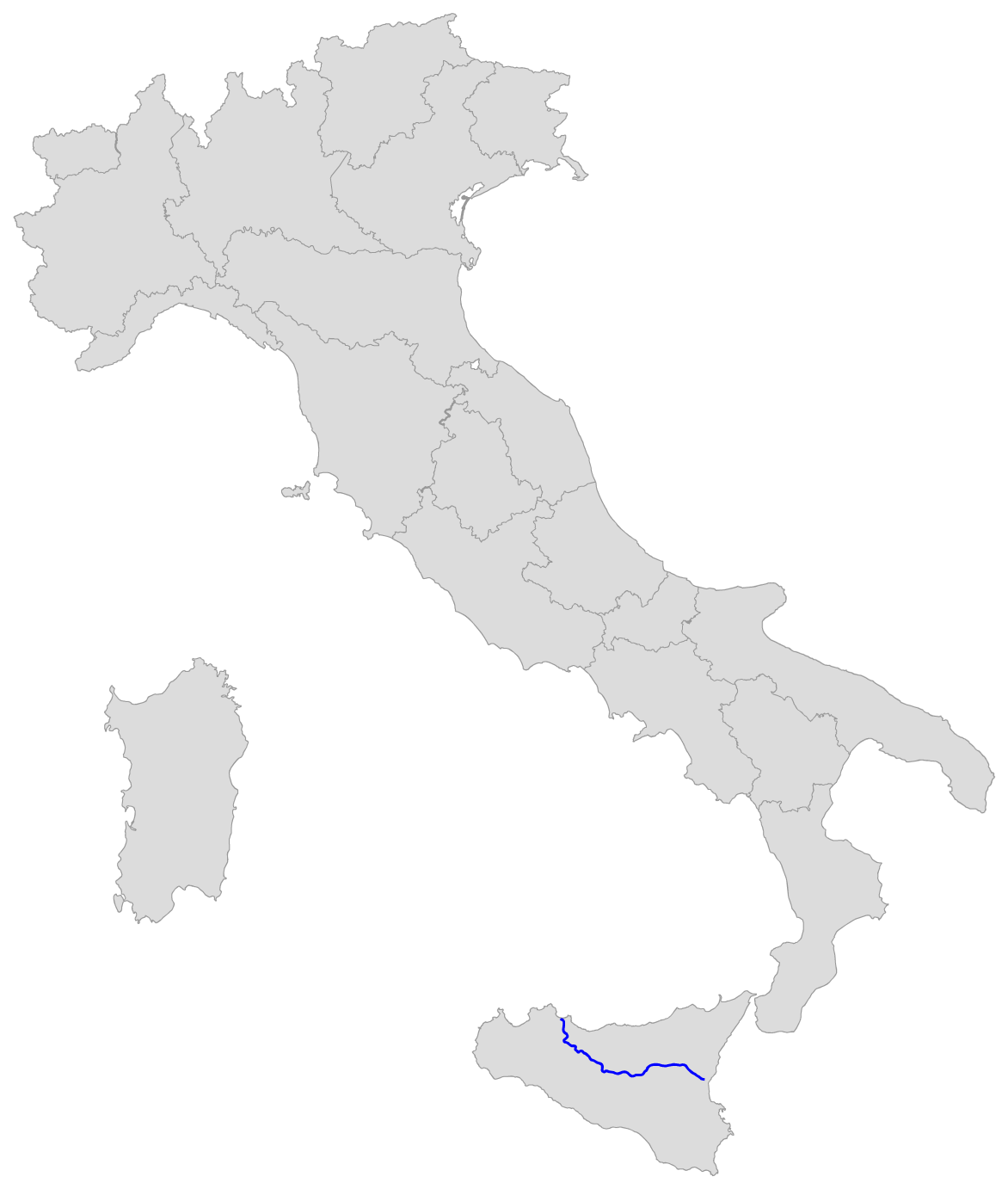
Parcours de la SS 121.